# チョーダイナー
『視聴者プレゼントヒーロー チョーダイナー』（しちょうしゃプレゼントヒーロー チョーダイナー）は、ベイ・コミュニケーションズのベイコムチャンネル（ベイコム11ch）にて放送されている、ご当地ヒーロー番組。
YouTube、Facebookの公式ページでも公開されている。

## 概要
2013年8月5日から放送開始。
視聴者プレゼントヒーロー・チョーダイナーは悪の組織ゴーストノイズと日々戦いを繰り広げ、視聴者の平和を守っている。ベイコムチャンネル放送圏内の都道府県事務所や企業を周り、そこで得た視聴者プレゼントの「プレゼントエネルギー」がチョーダイナーの力の源となる。
放送には日本語字幕が付けられている。
敵との戦いは主に河川敷で行われる。

## 登場人物

### 味方
大得寺 貰（おおとくじ もらう） / チョーダイナー
視聴者プレゼントエネルギーを得て、敵と戦う正義のヒーロー。
得意技はチョーダイナーハンマーパンチ。
赤いヘルメットと赤いジャケットがトレードマークで、ジャケットにはBay Communicationsロゴが刻まれている。
ゆるキャラをゴーストノイズの手下と勘違いしてしまう、少し慌て者。
マネノイズ / チョーダイナー2号
初めはチョーダイナーの偽者怪人マネノイズとして登場したが、心を入れ替えてチョーダイナーの仲間となる。

### ゴーストノイズ
ゴースト大首領

ノイズ将軍

ノイズ大佐
ゴーストノイズの大幹部

## キャスト
- 大得寺貰 / チョーダイナー：古賀亘
- マネノイズ / チョーダイナー2号：岩佐好益
- ノイズ大佐：和田圭市